# Dumitru Velicu
Dumitru Velicu, född den 26 oktober 1930 i Râmnicu Vâlcea i Rumänien, död 1997,  var en rumänsk ryttare.
Han tog OS-brons i lagtävlingen i dressyren i samband med de olympiska ridsporttävlingarna 1980 i Moskva.